# Télévision tunisienne 1
La Télévision tunisienne 1 (arabe : التلفزة التونسية ـ الوطنية 1), également appelée Wataniya 1 ou El Wataniya 1 (« Nationale 1 »), est une chaîne de télévision généraliste publique tunisienne.

## Histoire de la chaîne

### RTT
La première diffusion télévisée en Tunisie date du 15 décembre 1963 à l'occasion de la célébration solennelle de l'évacuation de Bizerte ; la retransmission est réalisée avec l'aide technique de la télévision italienne. En 1964, Mohamed Mzali nommé directeur général de la RTT (Radiodiffusion-télévision tunisienne) est chargé du lancement de la télévision nationale. En octobre de la même année, la RTT retransmet depuis Bizerte le congrès du Parti socialiste destourien dont la présentation est confiée à Malika Ben Khamsa.
La première diffusion expérimentale, qui a lieu le 1er octobre 1965 durant une heure et quart, est accessible aux habitants de Tunis et de sa banlieue en utilisant l'émetteur VHF de Boukornine qui diffuse les programmes de la télévision italienne. Le 29 octobre de la même année, une deuxième séance expérimentale dure deux heures et quart.
À chaque fois, c'est de la musique mais également du théâtre ou de la magie qui est diffusé en direct. Le 31 octobre, la télévision retransmet en direct le premier match de football de son histoire, depuis le stade Chedly-Zouiten. Lors des trois séances expérimentales, les émissions italiennes sont temporairement interrompues.
Dès le 7 janvier 1966, avec la mise en service de l'émetteur de Zaghouan, les émissions sont plus régulières et la presse tunisienne commence à publier la grille des programmes de la RTT, parallèlement à celle de la télévision italienne.
Le 31 mai de la même année, la télévision tunisienne, connue sous le nom de RTT (إ ت ت), est officiellement inaugurée par le président Habib Bourguiba. En 1967, soit un an après sa naissance, la télévision tunisienne diffuse trois heures de programmes par jour : deux sont en arabe et une en français. Dans ce contexte, elle développe la coopération avec des télévisions francophones, notamment la Télévision suisse romande qui lui fournit des programmes et accueille des stagiaires dans ses studios de Genève.
La même année, elle diffuse et retransmet aux télévisions méditerranéennes les Jeux méditerranéens organisés en Tunisie. Pendant les deux premières années d'émissions, ne disposant pas de magnétoscope, la RTT diffuse ses programmes, dont les fictions, en direct.
Les premiers cars-régies pour la production en couleurs sont acquis en 1975 ; la chaîne commence à produire des émissions dès la fin de l'année 1976. En 1977, elle diffuse en couleurs la première édition de la coupe du monde de football juniors organisée à Tunis. En juin de la même année, le laboratoire cinématographique de la RTT commence à développer des films en couleurs.

### RTT 1
La RTT est rebaptisée RTT 1 en 1983, à la suite de la création de la RTT 2.

### Tunisie 7
Avec le changement intervenu à la présidence de la République le 7 novembre 1987, la chaîne devient TV7 (قناة 7) en 1992, puis Tunis 7 en 1997. Le régime entend alors, par ce choix, associer la télévision à la nouvelle configuration politique qui se met en place. Le 23 mai 2008, Tunis 7 prend le nom francophone de Tunisie 7 jusqu'à la chute du président Zine el-Abidine Ben Ali.

### Télévision tunisienne 1
Le 14 janvier 2011 à l'occasion de la révolution, où la chaîne change à nouveau de nom le 15 janvier pour devenir Télévision tunisienne nationale (التلفزة التونسية-الوطنية) en arabe et Télévision tunisienne en français, puis Télévision tunisienne 1 le 17 janvier.

## Identité visuelle
En 1992, lorsque la RTT 1 est rebaptisée TV7, un nouveau logo est adopté qui n'est utilisé que pour les jingles, alors que pendant la diffusion des émissions, c'est le sigle de la RTT que les téléspectateurs voient en surimpression sur leur écran. En 1997, la société de production Ben-Duran pare le chiffre 7 de mauve, couleur fétiche du président Zine el-Abidine Ben Ali, qu'il conserve jusqu'au 14 janvier 2011 où, à la suite de la chute du régime, le logo est retiré des écrans et remplacé peu après par le nouveau logo de la Télévision tunisienne aux couleurs nationales rouge et blanc et n'intégrant plus le chiffre symbolique 7 et la couleur mauve. Télévision tunisienne 1 s'est doté d'un nouveau logo le 21 janvier 2011 dans lequel s'affirme le chiffre 1 aux couleurs nationales, comme pour mieux rappeler qu'elle est la première chaîne historique tunisienne. Le logo et l'habillage de la chaîne, notamment le générique des bulletins d’infos, sont modifiés le 25 juillet 2011.

Logo de RTT 1 de 1966 à 1992.
Logo de TV7 de 1992 à 1997.
Logo de TV7 à l'écran de 1997 à 2000.
Logo de TV7 dans les magazines de 1997 à 2000.
Logo de Tunis 7 de 2000 à 2006.
Logo de Tunis 7 de 2006 au 22 mai 2008.
Logo de Tunisie 7 du 23 mai 2008 au 14 janvier 2011.
Logo de la Télévision tunisienne du 15 janvier au 21 janvier 2011.
Logo de la Télévision tunisienne 1 du 21 janvier au 25 juillet 2011.
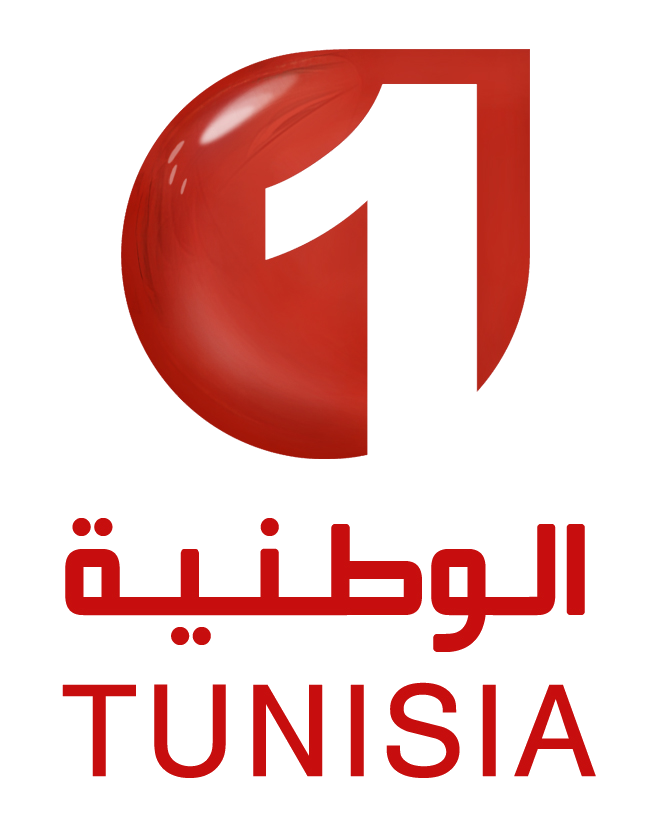
Logo de la Télévision tunisienne 1 du 25 juillet 2011 au 31 décembre 2016.
Logo de la Télévision tunisienne 1 depuis le 31 décembre 2016.

## Organisation

### Directeurs
- Sadok Bouaben : 1998 - 2000
- Zouheïr Gombri : jusqu'au 7 juillet 2008
- Lotfi Ben Nasr : 7 juillet 2008 - 24 août 2009
- Hamadi Arafa : 24 août 2009 - 31 août 2009 (par intérim)
- Lotfi Ben Nasr : 31 août 2009 - 31 janvier 2011
- Sadok Bouaben : 31 janvier 2011 - 30 juin 2012[4]
- Abdelaziz Touati : 2 septembre 2012[5] - 8 janvier 2014[6]
- Charfeddine Ben Salem : 1er février 2014[7] - 5 juin 2014
- Rached Younes : 5 juin 2014[8] - 9 janvier 2015
- Iheb Chaouch : 9 janvier 2015[9] - 2 novembre 2017
- Awatef Dali : 2 novembre 2017 - 16 mai 2018[10]
- Mohamed Lazhar Fares : 16 mai 2018 - 7 mai 2019[11]
- Fathi Charaouandi : 8 juillet 2019[12] - 23 juin 2021[13]
- Sana Zarrouki (intérim) : depuis le 23 juin 2021[14]

### Capital
La Télévision tunisienne 1 est éditée par l'Établissement de la télévision tunisienne, organe détenu à 100 % par l'État tunisien.

### Siège

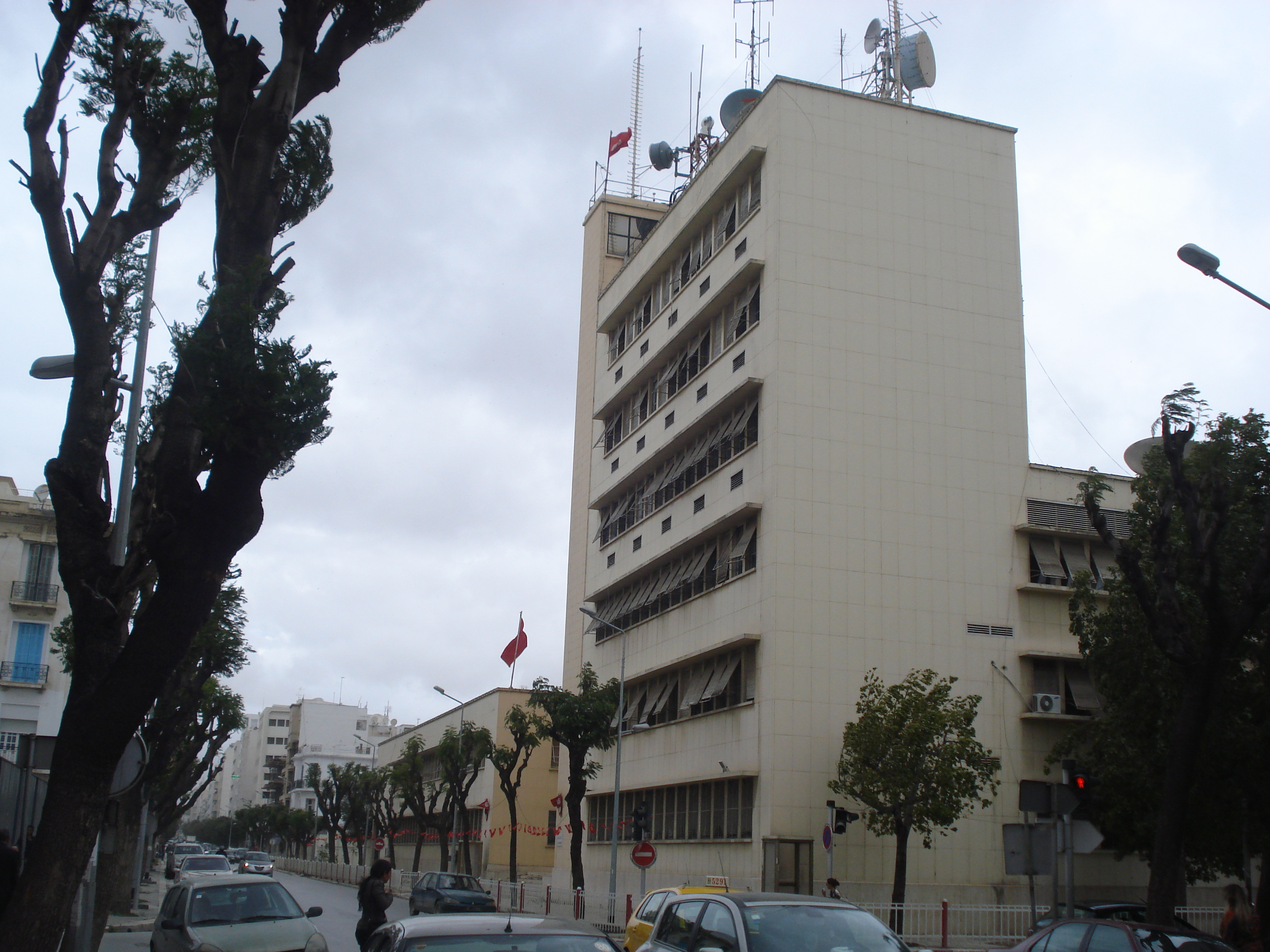
Siège de la télévision tunisienne entre 1965 et 2010.

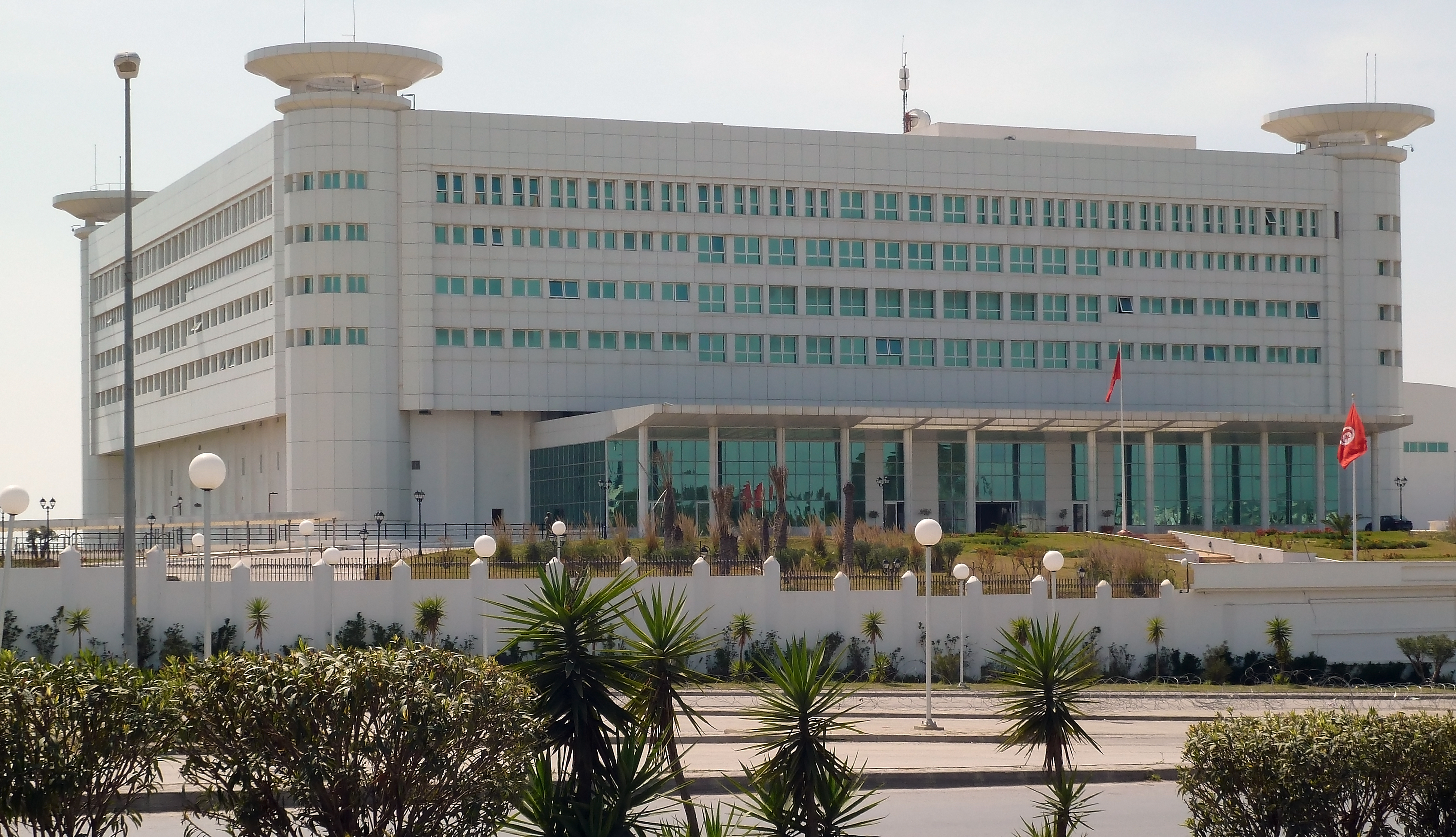
Siège de la télévision tunisienne, Boulevard de la Ligue arabe à Tunis.

La chaîne occupe pendant 45 ans les locaux initialement réservés à Radio Tunis. Lors de son lancement en 1966, la télévision travaille dans trois studios de la maison de la RTT située au numéro 71 de l'avenue de la Liberté à Tunis :
- le studio 9, ancien studio-théâtre de radio, converti en 1965 en un plateau de 180 m2 ; la régie du studio n'ayant été installée qu'ultérieurement, les équipes techniques travaillent en 1966 depuis un car-régie Marconi ;
- le studio 10, servant à la production d'émissions et à la réalisation des journaux télévisés ;
- le studio 11, aménagé à partir d'un local voisin du studio 9 pour abriter un petit plateau pour les speakerines et la régie finale.

Deux autres studios s'y sont ajoutés plus tard : le studio 12 (prévu pour abriter une deuxième chaîne dont le projet remonte à 1969) et le studio 15 aménagé au début des années 1990, dans l'ancien laboratoire de développement de films, pour abriter le journal télévisé.
L'étroitesse des locaux incite le gouvernement tunisien, dès la fin des années 1960, à lancer un projet de construction d'une maison de la télévision. Un appel d'offres international est même lancé et remporté par une entreprise grecque mais le projet n'aboutit finalement pas.
L'idée renaît au milieu des années 1980 mais les plans restent encore une fois dans les tiroirs. La Ligue arabe, installée à Tunis depuis 1979, lance à la fin des années 1980 un vaste chantier pour la construction d'un nouveau siège tunisois. Les travaux sont bien avancés lorsque les membres décident en 1990, après la réintégration de l'Égypte, de retransférer le siège de l'organisation au Caire. Un accord entre le gouvernement tunisien et la Ligue arabe prévoit la cession de l'immense bâtisse en cours de construction à la Tunisie ; de longs travaux d'aménagements sont alors lancés pour transformer ce qui était conçu pour être le siège d'une organisation internationale en une maison de télévision. La grande enceinte prévue pour abriter les conférences et les réunions est, à ce titre, convertie en un studio de 900 m2. Ce n'est que le 15 mars 2010 à 2 h 30 que la chaîne commence à émettre à partir du nouveau siège de la télévision situé sur le boulevard de la Ligue arabe où elle occupe quatre studios : celui de 900 m2, un autre de 300 m2 et deux studios plus petits pour les petites productions.

### Speakerines
À la création de la chaîne, quatre speakerines sont choisies parmi 27 candidates : Naziha Maghrebi, Nabiha Ben Smida, Afifa Ben Achour et Fekria Gharbi. Peu de temps après, Salwa Ayachi, Lilia Dekhil et Wahida Belhaj rejoignent le groupe. Plus tard, s'y ajoutent Daâd Hamadi, Beya Zardi, Kaouther Bechraoui, Yosra Saïdi, Boutheina Jebnoun, Lilia Mezni et Samia Maghrebi (transfuge de la RTT2).
Les speakerines disparaissent de l'antenne en 1997.

### Présentateurs du journal

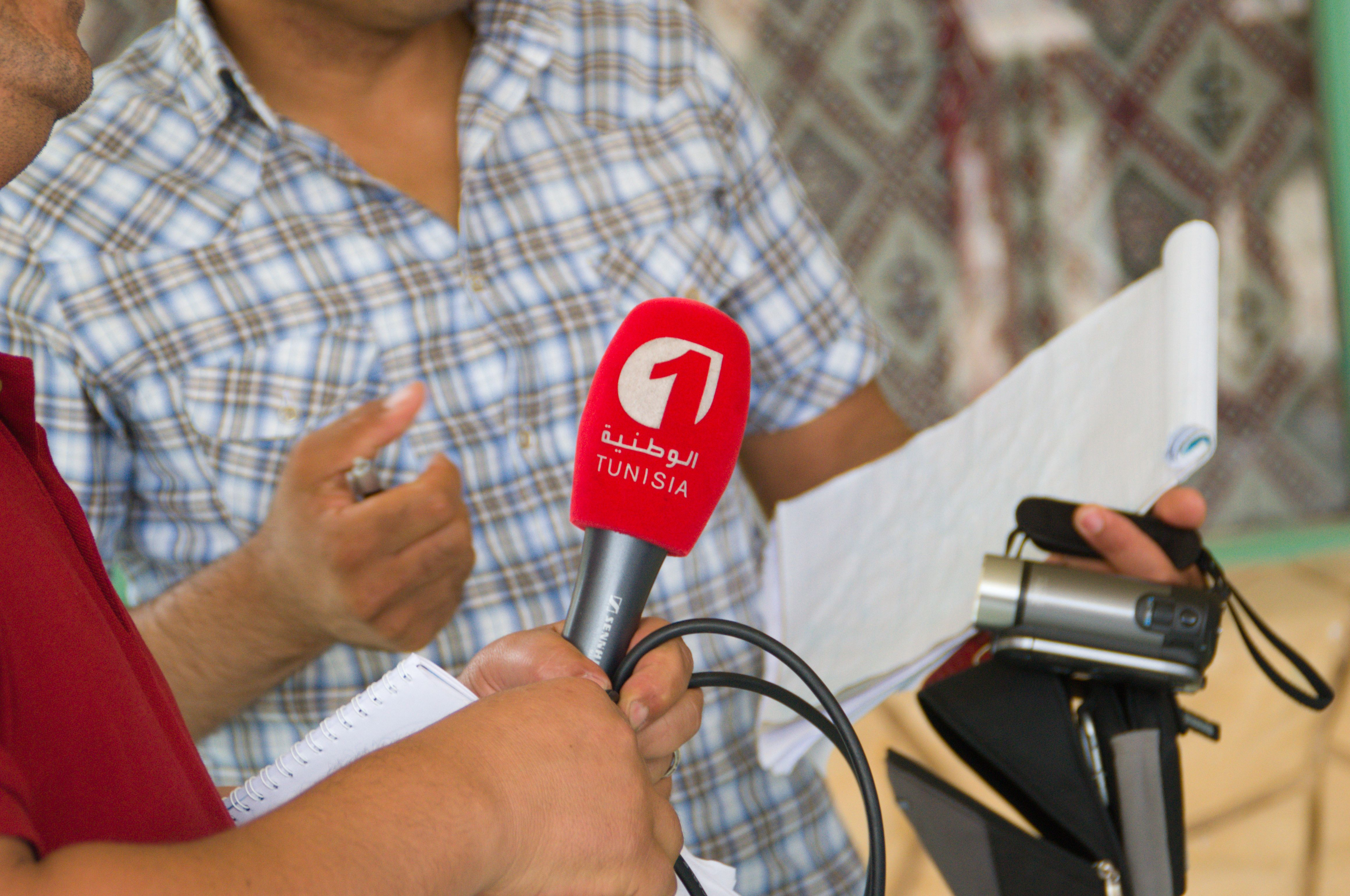
Journalistes régionaux de Gafsa préparant une interview.

Parmi les présentateurs arabophones figurent Mohamed Maherzi, Kacem Mseddi, Ahmed Laâmouri, Mohamed Smida, Mohamed Habib Hriz, Mohamed Raouf Yaïch, Maher Abderrahmane, Habib Ghribi, Kmar Kaâbi, Houria Abdelkhalek, Fathia Adala Khancha, Zakia Hediji, Noureddine El Mazni et Abdelmajid Châar. Dans les années 1990, une nouvelle génération de présentateurs, la plupart diplômés de l'Institut de presse et des sciences de l'information, voit le jour, avec Latifa Maktouf, Saïda Ben Hammadi, Sami Msaddak et Naïma Jouini. Parmi les francophones figurent Moncef Chelly, Hassine Bettaïeb, Daoud Hamada, Kamel Cherif, Heythem Lasram, Ridha Bouguezzi, Hayet Touil, Ilham Jemaï et Samira Mahdaoui.
Le premier journal en arabe est diffusé en 1966 et la première édition en français (Téléjournal) en 1968.
Le journal arabophone est diffusé à 19 h 45 puis à 19 h 30 jusqu'au début des années 1980, avant de passer à 20 heures. Il porte le titre arabe de Charit Al Anbaa (شريط الأنباء), littéralement « Film de l'actualité » ou « Défilé de l'actualité », avant de devenir simplement Al Anbaa (الأنباء) le 7 novembre 1987.
Le Téléjournal francophone est diffusé à 22 heures jusqu'au 11 juin 1983, la veille de la création de la RTT2 qui le diffuse ensuite en tant que Journal de la 2.
L'édition de la nuit, diffusée initialement à 23 heures sous le titre Principales informations (أهم الأنباء) est lancée au milieu des années 1980, alors que l'édition de 18 h 30 est installée en 1988.
Les autres éditions (matinales et mi-journée) se sont ajoutées ensuite avec l'augmentation du volume horaire de diffusion de la chaîne.

## Programmes

### Émissions
- Chahia Tayba
- Espace famille
- Face à la presse
- Hak El Ikhtilaf
- Kahwa Arbi
- La Cour des partis politiques
- Le Dictionnaire politique
- Tabaani
- Revue de presse
- Studio 2 dans la rue
- Tawk El Yassamine
- Télé Cinéma

#### Informations
- Journal de 13 heures
- Journal de 18 heures (informations régionales)
- Journal de 20 heures
- Journal de minuit
- Prévisions météorologiques

#### Divertissement
- Enfantines
- Hajar Land

#### Séries
- Séries tunisiennes :
  - Casting
  - Chez Azaïez
  - Choufli Hal
  - Dar Lekhlaa
  - El Haj Klouf
  - El Khottab Al Bab
  - Farhet Laamor
  - Liyam Kif Errih
  - Loutil (L'Hôtel)
  - Maktoub
  - Malla Ana
  - Mnamet Aroussia
  - Naouret El Hawa
  - Ommi Traki
  - Sayd Errim
  - Tawla w Krasi
  - Yawmiyat Imraa
- Séries égyptiennes :
  - Al Âar
  - Ismahane
  - Nour Meriem

#### Sport
- Dimanche Sport : émission sportive présentée par Razi Ganzoui puis par Rabii Bhouri
- Stade 7 : émission sportive présentée le lundi soir par Moez Ben Gharbia

#### Documentaires
- La Chute d'un régime corrompu

### Audience
Selon les sondages de SIGMA Conseil, la chaîne bénéficie d'un taux d'audience de 52,2 % en 2006 contre 80 % en 1999.
En 2007, Tunis 7 semble avoir perdu sa position de leader en faveur d'Hannibal TV. Les enquêtes d'audience (à défaut de système mesurant l'audience instantanée) placent Tunis 7 en deuxième position dans les régions de Tunis et de Sousse. Dans la région de Sfax, Tunis 7 reste leader car Hannibal TV n'y bénéficie pas de diffusion hertzienne.
En 2012, selon SIGMA Conseil, la chaîne bénéficie d'un taux d'audience de 37,9 % et retrouve sa position de leader.

## Diffusion
Les programmes de la Télévision Tunisienne 1 sont diffusés à partir de neuf stations principales et de soixante-et-onze stations secondaires réparties sur l'ensemble du territoire tunisien. Son réseau terrestre couvre 99,8 % de la population. Elle émet également sur le satellite depuis 1992. Elle est reprise par les principaux diffuseurs satellite, câble et ADSL en France.
Le volume horaire de la chaîne est restreint durant des décennies : trois heures quotidiennes en 1966, de 19 h 30 à 22 h 30, et cinq heures et demie ou six heures au milieu des années 1980, de 17 h 30 à 23 h 30 ou de 18 heures à 23 h 30 (en dehors du dimanche où la diffusion commence à 14 heures, alors qu'elle débute à 17 h 45 ou 18 heures en semaine). En 1988, les émissions commencent à 16 h 45, puis à 16 heures à partir du début des années 1990. Lors du lancement de la diffusion par satellite, le début des émissions passe à 12 h 45 en semaine et à 10 heures le dimanche, puis à midi en semaine et 9 heures le dimanche et enfin à 10 h 45 en semaine et 8 h 45 puis 7 h 30 le dimanche.
En 2000, la chaîne inaugure sa diffusion matinale avec Nesmet Sbah qui commence à 6 h 30. La chaîne passe à une retransmission de ses programmes en continu le 2 mai 2007, alors que les émissions s'interrompaient auparavant de 1 h 30 à 6 heures.